# 한라초등학교
한라초등학교는 대한민국 제주특별자치도 제주시 노형동에 있는 공립 초등학교이다.

## 학교 연혁
- 1999년 11월 2일: 한라초등학교 설립인가
- 2001년 3월 24일: 한라초등학교 개교식

## 참고 자료
- 한라초등학교 - 한국교육학술정보원 학교알리미